# Néville-sur-Mer
Néville-sur-Mer is een plaats en voormalige gemeente in het Franse departement Manche in de regio Normandië en telt 170 inwoners (2004). De plaats maakt deel uit van het arrondissement Cherbourg.

## Geschiedenis
Op 1 januari 2016 werd Néville-sur-Mer een commune déléguée van de commune nouvelle Vicq-sur-Mer. Deze status werd op 15 maart 2020 opgeheven.

## Geografie
De oppervlakte van Néville-sur-Mer bedraagt 3,5 km², de bevolkingsdichtheid is 48,6 inwoners per km².
De onderstaande kaart toont de ligging van Néville-sur-Mer met de belangrijkste infrastructuur en aangrenzende gemeenten.

## Demografie
Onderstaande figuur toont het verloop van het inwonertal.
Cosqueville · Gouberville · Néville-sur-Mer · Réthoville